# Ванти

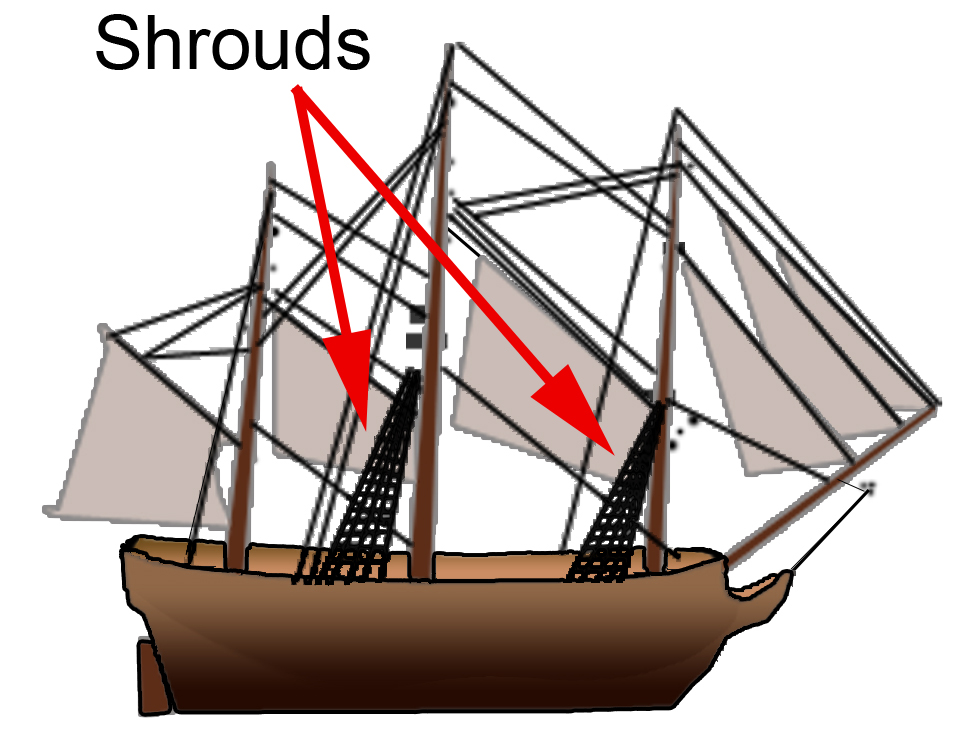
Ванти на вітрильнику кінця XVIII ст.

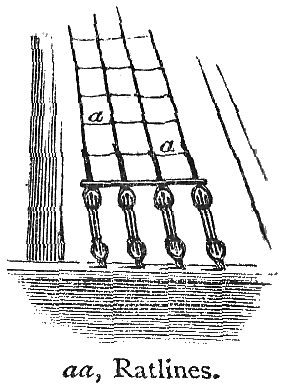
Ванти з вибленками (позначені літерами a), ворстом та юферсами.

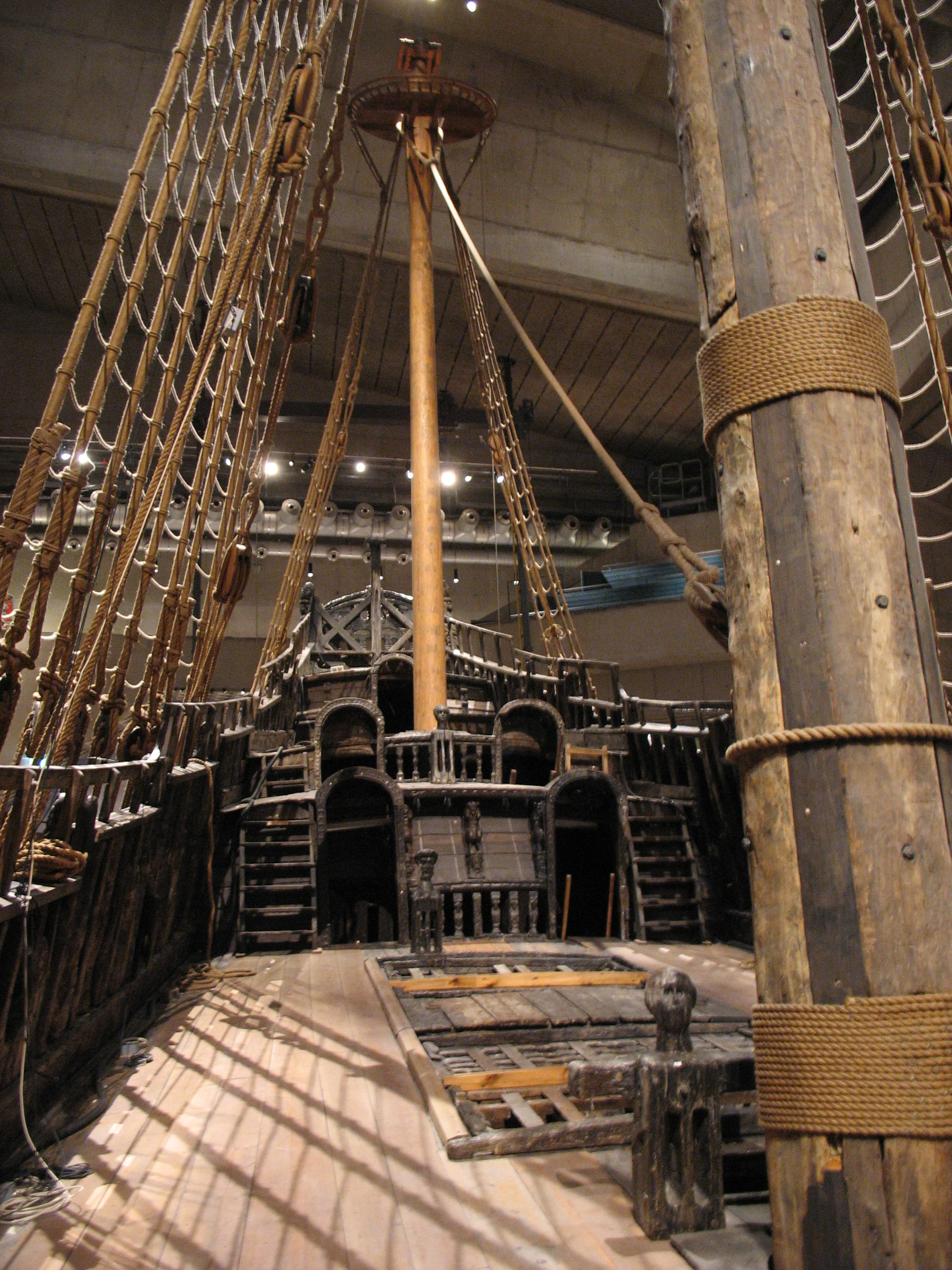
Нижні ванти (грот- і бізань-ванти) галеона «Ваза»

Ва́нти (однина ва́нта; від нід. want) — снасті суднового стоячого такелажу — троси, що слугують для кріплення щогл і піднімання по них. Число вант залежить від площі вітрил. У XVIII столітті на фок-щоглі зазвичай було 8 вант з кожного борту, на грот-щоглі — 9, і на бізань-щоглі 6. Ванти малих суден, шлюпок і яхт називаються також вантинами.

## Опис
Виготовляються зі сталевого або прядив'яного 4-стрендевого троса (вант-троса) і служать для закріплення щогли, будучи відтяжками до борту і дещо до корми. Ванти бувають парні (пари вант) — складені з одного троса, перехлеснутого через топ, чи розбивні — з двох кінців, сплеснених розрубним огоном, або з одного троса з підковоподібним огоном посередині. Розбивна ванта використовується, коли число вант з одного борту непарне.

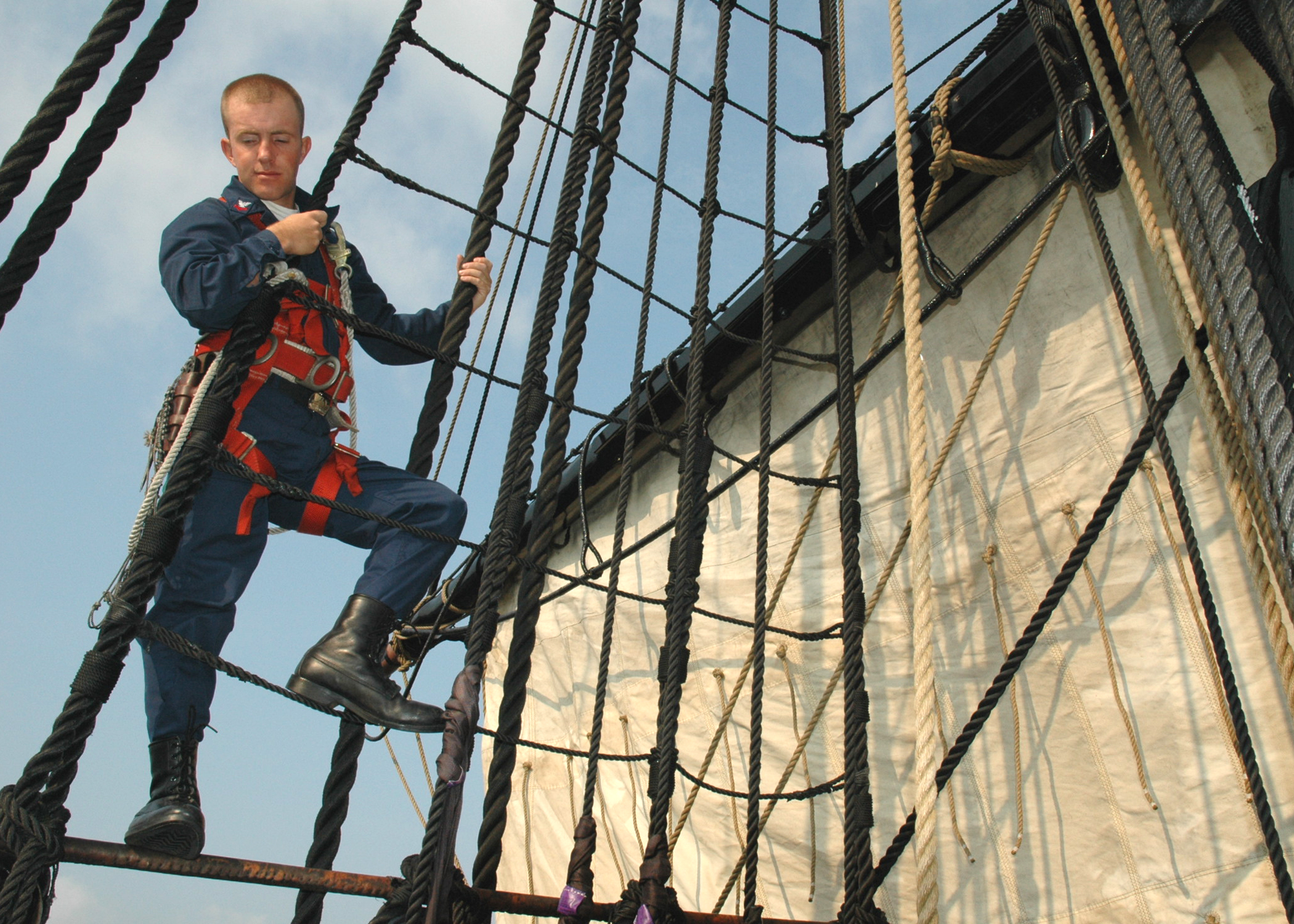
Підйом на ванти, фрегат «Конституція»

Нижні кінці вант кріпляться до бортів вант-путенсами. Для натягування вант використовують талрепи (іноді з юферсами). На старовинних великих кораблях з метою збільшення кута, під яким нижні ванти і фордуни йдуть до щогл, із зовнішнього боку бортів на рівні палуби кріпилися міцні дерев'яні майданчики — руслені. Нижні кінці стень-вант кріпляться до крайок марсів, нижні кінці брам-вант — до кінців краспиць салінгів.
Верхні кінці вант щогл стягалися між собою під марсами поперечними стяжками — швіц-сарвень-стропами. У місці кріплення останніх від вант відходили путенс-ванти, що з'єднувалися на краях марсів з марса-вант-путенсами (вант-путенсами вант стеньг). У штормову погоду щогли додатково укріпляли двома парами додаткових вант — фальшвантами, лось-вантами чи штормвантами. У кінці XVIII — на початку XIX століть для додаткового укріплення нижніх вант у сильну хитавицю застосовувалися бентінк-ванти (названі на честь їх винахідника, англійського морського офіцера Дж. Бентінка). Коуші їхніх верхніх кінців кріпилися за шпрюйт, обидва коуші якого надівали на верхній ворст нижніх вант, а нижні кінці кріпили до юферсів на русленях протилежного борту.
Для підіймання на щогли поперек вантових тросів на певній відстані (як правило, близько 40 см) один від одного кріплять щаблі — вантові щаблі чи вибленки. Вибленками споряджаються нижні ванти, стень-ванти і зрідка, на великих вітрильниках, брам-ванти. Вони можуть бути прядив'яними, дерев'яними чи металевими і прив'язуються до вант за допомогою вибленкового вузла. Роль нижнього щабля на вантах з юферсами виконує ворст — прив'язаний поверх верхніх юферсів поперечний залізний прут, що не дає юферсам перекручуватися, утримуючи їх на одному рівні. Ще один ворст (верхній ворст або лата), виготовлений з відрізка клетневаного троса, кріпиться на вантах під марсами і служить для закріплення огонів путенс-вант. Під час такелажного роззброєння судна для запобігання розриву вант їх ослабляють, віддаючи талрепи.
Товщина прядив'яних вантових тросів на вітрильних кораблях залежала від розташування вертикального рангоутного дерева. Нижні ванти, що підтримували самі щогли, були найтовстішими — їхній діаметр сягав 100 мм. Більш тоншими були стень-ванти, а брам-стень-ванти ще тонше.
До вант кріпляться (прив'язуються шлагами) ріжкові качки, а до нижніх вант можуть кріпитися вант-клотні — блоки з 1-3 отворами і кіпом по колу, що служать для проведення снастей рухомого такелажу.

### Ванти яхт
Ванти яхт являють собою пару тросів, якими щогла утримується з бортів. На яхтах може бути одна чи кілька пар вант. Якщо пари дві, вищу пару (що йде з топа щогли) називають топ-вантами, нижчу — основними вантами. Якщо пар кілька, найвищу пару називають топ-вантами, наступні — верхніми і середніми вантами, найнижчу — нижніми вантами. Якщо щогла має стеньгу, то ванти з її топа називають стень-вантами. Для збільшення кута між вантою і щоглою останню часто споряджають краспицями, через кінці яких проходять топ-ванти. Ванти, що йдуть від топа щогли через краспиці і спускаються до щогли (утворюють ромб), називають ромбовантами.

Топ-ванти
Основні ванти
Ромбованти

## Іменування
Йменуються ванти за рангоутними деревами:
- Нижні ванти (фок-, грот-, бізань-ванти) пітримують колони щогл;
- Стень-ванти укріпляють стеньги, брам-стень-ванти (брам-ванти) — брам-стеньги, бом-брам-стень-ванти (бом-брам-ванти) — бом-брам-стеньги;
- Фок-ванти, фор-стень-ванти, фор-брам-ванти укріпляють складену фок-щоглу;
- Грот-ванти, грот-стень-ванти, грот-брам-ванти укріпляють складену грот-щоглу;
- Бізань-ванти, крюйс-стень-ванти, крюйс-брам-ванти укріпляють складену бізань-щоглу.